# Oración (Pokémon)
Oración (Japans: オラシオン Oracion) is een nummer dat Alice speelt in Pokémon 10: De Opkomst van Darkrai om Piplup, Shinx, Azumarill en enkele andere Pokémon te kalmeren. Het nummer komt uit de Pokémon 10: De Opkomst van Darkrai film en is gecomponeerd door Shinji Miyazak.

## Verhaal
In een flashback speelde Alicia Oración voor een slapende Luxray, een Roserade, een Kirlia en Darkrai. In een andere flashback leerde de oma van Alicia het liedje op de grasfluit te spelen. Later in de film wordt het nummer belangrijker wanneer het nummer wordt gespeeld door de Space-Time Towers om de woede tussen Dialga en Palkia te kalmeren, en hun gevecht te beëindigen.

## Trivia
Het lijkt ook dat het nummer een effecten heeft op Darkrai's Bad Dreams Ability. Op een gravure in de Music Room in de Space-Time Towers lijkt het alsof Alicia Oración speelt op een bladfluit, en hierdoor de Pokémon kalmeert.